# Louis Saverino
Louis Saverino (Windber (Pennsylvania), 9 mei 1915 - 6 juni 2003) was een Amerikaans componist, dirigent, contrabassist, tubaïst en basklarinettist. Ook zijn broer Angelo Saverino was een goede tubaïst in de U.S. Marineband.

## Levensloop
Saverino kreeg de eerste muzieklessen van zijn vader; een Italiaan die naar de Verenigde Staten was geëmigreerd. Saverino studeerde onder andere aan de Eastman School of Music in Rochester (New York), waar hij in 1938 zijn Bachelor of Music behaalde. Hij was van 1939 tot 1963 lid van de United States Marine Band "The President's Own". Naast deze werkzaamheden speelde hij in verschillende jazzensembles mee. Bekend is een opname van Andante and scherzo (1950) van Joseph Edouard Barat (1882-1963) waar hij, begeleid door de Marineband, als tubaïst soleert.
Als componist schreef hij werken voor orkest en harmonieorkest, waarvan de bekendste The March of the Women Marines is. Hij schreef ongeveer dertig marsen voor de United States Marine Band "The President's Own". Naast het componeren schreef hij een aantal bewerkingen voor harmonieorkest waaronder ook de Hail To The Chief.

## Composities

### Werken voor orkest
- Concerto, voor harp en orkest

### Werken voor harmonieorkest
- The March of the Women Marines – tekst: Emil Grasser

|  |                                            |
|  | March of the Women Marines (download·info) |